# Lineberg
Lineberg är ett naturreservat i Markaryds kommun i Kronobergs län
Nordväst om Hinneryd vid Linebergssjön på gränsen mot Ljungby kommun ligger detta 48 hektar stora naturreservat. Från 1964 var det ett domänreservat men ombildades 1996 till naturreservat.

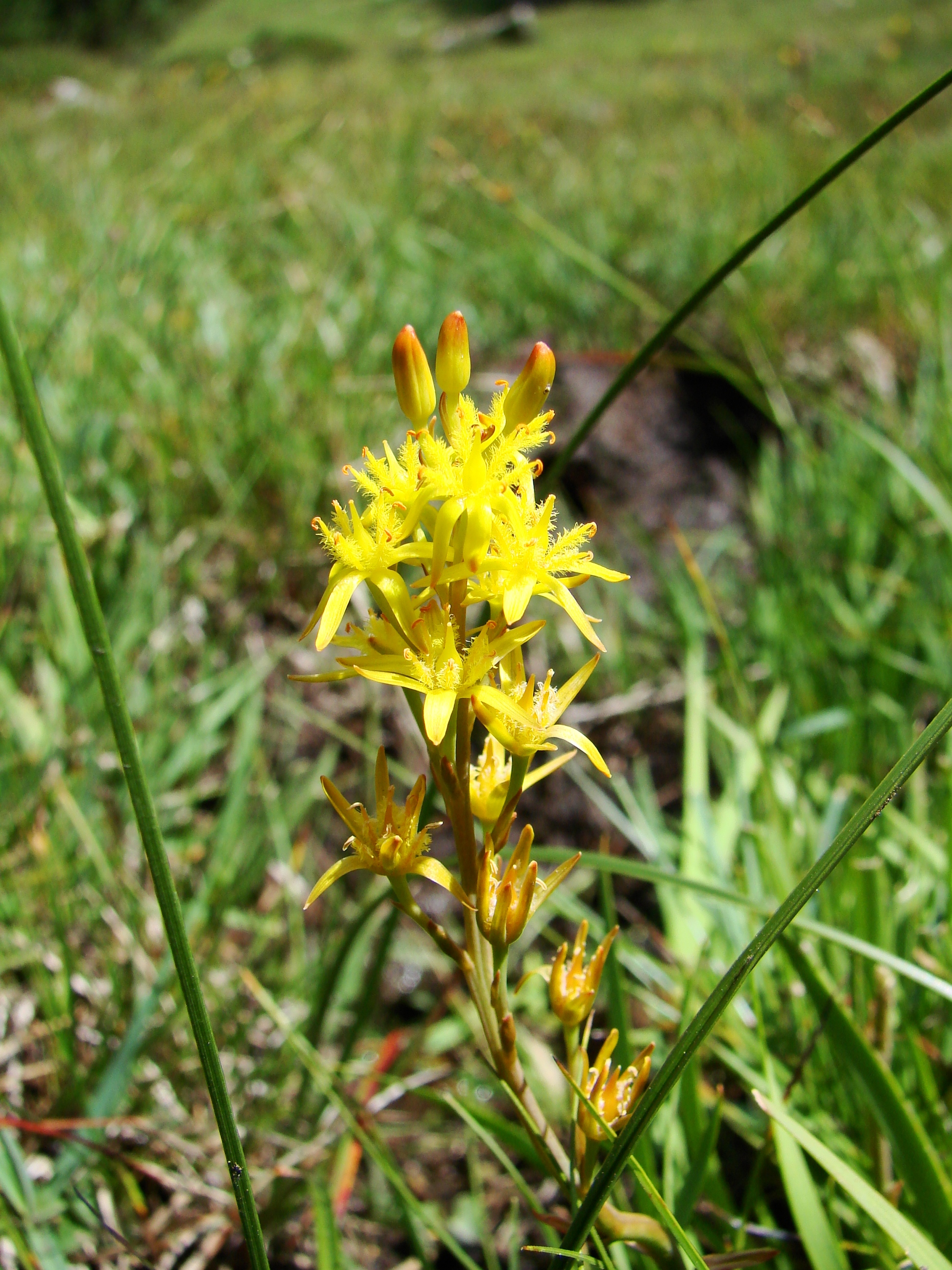
Myrlilja

Området består av myr- och fastmark med gammal tallskog. Sjön Linebergssjön (Kväsjön) som är 4 ha stor ingår i reservatet. 
Barrskogen har inslag av döda träd.  

## Källa
- Länsstyrelsen, domänreservat Lineberg

1. 1 2 3 4 5  Skyddade områden, naturreservat, 18 december 2015, läs onlineläs online, läst: 20 januari 2017.[källa från Wikidata]
2. 1 2  Skyddade områden, naturreservat, 25 februari 2020, läs onlineläs online, läst: 25 februari 2020.[källa från Wikidata]